# Drosophila rubrifrons
Drosophila rubrifrons är en tvåvingeart som beskrevs av Patterson och Wheeler 1942. Drosophila rubrifrons ingår i släktet Drosophila och familjen daggflugor.
Artens utbredningsområde är Mexiko och Arizona.